# Ayman Ashraf
Ayman Ashraf Elsayed Elsembeskany (Cairo, 9 de abril de 1991) é um futebolista egípcio que joga pelo Al-Ahly.

## Carreira
Foi convocado para defender a Seleção Egípcia de Futebol na Copa do Mundo de 2018.

## Títulos
Al-Ahly
- Liga dos Campeões da CAF: 2019–20, 2020–21, 2022–23
- Supercopa da CAF: 2020, 2021
- Campeonato Egípcio: 2009–10, 2010–11, 2017–18, 2018–19, 2019–20
- Copa do Egito: 2019–20, 2021–22
- Supercopa do Egito: 2017